# Вільгельм Колер (1917)
Вільгельм Колер (нім. Wilhelm Kohler; 26 січня 1917, Тюбінген — 30 вересня 2002, Штутгарт) — німецький офіцер, майор Генштабу вермахту (1 квітня 1945), оберст бундесверу. Кавалер Лицарського хреста Залізного хреста з дубовим листям.

## Біографія
1 квітня 1936 року вступив в 35-й піхотний полк. З 1938 року — командир взводу 5-ї роти 75-го піхотного полку. З 30 вересня 1939 року — командир взводу 2-ї роти, з 1 листопада 1939 року — 9-ї роти 195-го піхотного полку. З 1 лютого 1940 року — ад'ютант 1-го батальйону свого полку, з 1 вересня 1940 року — командир 3-ї роти. З червня 1941 року брав участь в Німецько-радянській війні. З 1 квітня 1942 року — командир 14-ї роти, з 1 серпня 1942 року — начальник дивізійної школи 78-ї піхотної дивізії. 1 листопада 1942 року очолив бойову групу, яка діяла в районі Ржева. В бою 12 грудня 1942 року був чотири рази поранений, і йому було ампутовано праву гомілку. 1 червня 1944 року відряджений в штаб 9-ї танкової дивізії, де 15 липня 1944 року зайняв посаду 1-го ордонанс-офіцера дивізійної бойової групи. Відзначився у боях під Аахеном. З 5 листопада 1944 року — начальник інспекції офіцерського училища в Позені. В травні 1945 року взятий в полон французькими військами. В липні 1945 року звільнений. 1 березня 1956 року вступив в бундесвер. 31 березня 1975 року вийшов у відставку.

## Нагороди
- Залізний хрест
  - 2-го класу (3 липня 1941)
  - 1-го класу (23 липня 1941)
- Медаль «За зимову кампанію на Сході 1941/42»
- Нагрудний знак «За поранення» в золоті
- Лицарський хрест Залізного хреста з дубовим листям
  - лицарський хрест (10 грудня 1942)
  - дубове листя (№607; 4 жовтня 1944)